# Longepi canungra
Longepi canungra är en spindelart som beskrevs av Norman I. Platnick 2000. Longepi canungra ingår i släktet Longepi och familjen Lamponidae.
Artens utbredningsområde är Queensland. Inga underarter finns listade i Catalogue of Life.